# Mid90s
Средине деведесетих (Мid 90s) је 2018 амерички драмски филм о одрастању који написао и режирао Џона Хил, као први филм који је режисирао. У њему играју Сани Суљић, Лукас Хеџес и Кетрин Вотерстон, а прати тринаестогодишњака који почиње да проводи време са углавном старијом групом скејтбордера који живе у Лос Анђелесу 1990-их.
Филм је имао своју светску премијеру на Међународном филмском фестивалу у Торонту 9. септембра 2018. године, а у Сједињеним Државама је театрално објављен 19. октобра 2018. године, од стране компаније а24 . Критичари су га добро прихватили, а назвали су га „обећавајућим првим излетом за Хилл“ и похвалили осећај носталгије.

## Радња
1996 године, 13-годишњи Стиви живи у Палмсу у Лос Ангелесу са својим насилничким старијим братом Ијаном и самохраном мајком Дабнеи. Једног дана Стиви се вози бициклом поред Мотор Авењу Скејтшопа, диви се дивном пријатељству скејтбордера испред ње, и враћа се сутрадан. Кући, мења се са братом за скејтборд, доноси га у продавницу где су се скејтери обично возили и спријатељи са младим скејтером Рубеном, који га упознаје са остатком групе: Реј, "Факшит" и "Четврти разред". Иако је неискусан скејтер, Стиви је привучен групи и тежи да имитира њихово каскадерско понашање и антисоцијалне ставове. Стиви је током разговора са Рејем добио надимак "Oсунчани", а његов улазак у групу узрокује да га Рубен замрзи.
Док покушава да скочи скејтбордом преко отвореног дела између два крова, Стиви пада и добија повреду главе. Дабнеи се забрињава због његове новонастале несмотрености и нових пријатеља, али Стевие је већ одлучио да остане уз групу. Ијан је имао напету ситуацију са Факшитом док га је Стиви посматрао, али Ијан се чини застрашен од стране групе и одлази пре него што може да избије свађа. Стиви почиње пушити, пити и експериментисати са марихуаном . На журци има прво сексуално искуство са девојком Естее.
Након што је Стиви дошао кући у пијан, он и Ијан ступају у насилну свађу. Ијан има нервни слом када Стиви каже да нема пријатеље и, након сукоба, узнемирени Стиви покушава да се асфиксира каблом од Супер Нинтендо контролера, што је један од неколико случајева самоповреде. Следећег дана, Дабнеи забрањује да се Стиви дружи са дечацима. Стиви полуди и одбија да је послуша. Отуђивши мајку и брата, Стиви седи сам иза скејтшопа. Реј теши Стивија, говорећи му да иако мисли да му је живот лош, осталим момцима је још горе: Четврти разред је толико сиромашан да не може приуштити чарапе, Рубенова мама је наркоман, Факшитово несмотрено дружење се погоршава, а Реј је изгубио млађег брата, кога је ударио аутомобил. Реј тада изводи Стивија да се ноћу возе скејтом и на крају заспу у парку.
Одржава се забава иза продавнице. Реј се нада да ће направити каријеру у скејтовању и разговарати са два професионалца који му могу бити потенцијални спонзори. Факшит, који је пијан и надуван, покушава да саботира Рејеве шансе понижавајући га пред професионалцима. Стиви, који је доста пио, упада у тучу са Рубеном. Разочаран недисциплинованим понашањем својих пријатеља, Реј говори свима да иду кући. Међутим, Факшит инсистира да вози групу на још једну забаву. Реј невољно пристаје, а група креће, са Стивијем у сувозачком месту. Нико се не чини срећним осим Факшита, који је пијан и надрогиран. Покушавајући да забави своје пријатеље и возећи непажљиво, Факшит слупа ауто. Стиви је остао без свиести и хитно је пребачен у болницу.
Касније се Стиви пробуди у болничком кревету и види Ијана у столици поред њега. Ијан даје Стиви флашу сока од наранче како би утјешио свог малог брата. Дабнеи улази у болницу и види Стивијеве пријатеље како спавају у чекаоници. Ганута чињеницом да су тамо због Стивија, Дабнеи им дозволи да посете Стивијеву собу. Били су вољни да се помире једно с другим након догађаја претходне ноћи. Четврти разред", који током читавог филма снима њихове авантуре, каже да има нешто да им покаже. Укључује камеру у телевизор и пушта видео о њиховим свакодневним авантурама. Четврти разред назива филм " Мид90с ".

## Улоге
- Сани Суљић као Стиви "Осунчани"
- На-Кел Смит као Реј
- Олан Пренатт као Факшит
- Лукас Хеџс као Иан, Стивијев брат
- Кетрин Вотерстон као Дабнеи, Ианова и Стивијева мајка
- Гио Галициа као Рубен
- Рајдер МекЛофлин као Четврти разред
- Алекса Деми као Естее

Поред тога, Џеррод Кармајл се појавио као обезбеђење кога Стиви и његови пријатељи исмевају. Редитељ Хармони Корине се накратко појављује као сексуални партнер Дабнеи. Корине је написао сценарио за филм " Кидс" из 1995. године, који је Хил навео као разлог његове појаве. Хип-хоп уметник Дел Функи Хомосапиен и професионални скејтбордерЧед Муска се појављују као бескућници број 1 и 2.

## Продукција
30. марта 2016, најављено је да ће Џона Хил свој режијски деби одрадити из свог сопственог сценарија, филм Мид90с, у којем се неће појавити.
У марту 2017. године, Лукас Хеџс придружио се улози. У јулу 2017. објављено је да се пријавила Кетрин Ватерстон и да Сани Суљић глуми у главној улози. Такође је откривено да је главна продукција филма почела. 1. августа 2017. године, Алекса Деми се придружила улози.

### Музика
Мид90с поседује оригиналну музику од Трент Резнора и Атикус Роса, као и песме од од Пиксис, Мориси, Херби Хенкок, ЕСГ, The Mamas and the Papas, Souls of Mishchief, Нирвана и разну хип хоп музику 1990-их.

## Издање
Средине 90-их је имао своју светску премијеру на Међународном филмском фестивалу у Торонту 9. септембра 2018. а приказан је и на филмском фестивалу у Њујорку 7. октобра 2018. Театрално је објављен у Сједињеним Државама 19. октобра 2018, у ограниченим ангажманима, са широким издањем следећег викенда.

### Домаћи медији
Мид90с је објављен на ДВД-у и Блу-реј 8. јануара 2019.

## Критике

### Box office
Средине 90-их прикупиле су 249 500 долара из четири позоришта у свом првом викенду, у просеку 62,375 долара по месту, што је добро за треће најбоље у 2018. години. Следеће недеље проширио се на 1.206 биоскопа и зарадио три милиона долара, заузевши десето место у бокс офису. Филм је у свом трећем викенду објављен за 1,36 милиона долара.

### Критични одговор
На сајту критике Ротен Томејтоуз, филм има оцену од 81% на основу 216 прегледа, са просечном оценом 7,1 / 10. Критични консензус веб странице гласи: „ Мид90с говори јасну, али носталгичну причу о одрастању која би могла означити почетак нове каријере за новог писца и режисера Цону Хил“. На Метакритик-у, филм има средњи просек 67 од 100 на основу 41 критичара, што указује на "опште повољне критике". Публика коју је анкетирао ПостТрак дала је филму укупну позитивну оцену од 83% и "дефинитивну препоруку" од 62 одсто.

### Похвале
| Награда                                                | Категорија                           | Предмет                  | Резултат  |
| ------------------------------------------------------ | ------------------------------------ | ------------------------ | --------- |
| Берлински међународни филмски фестивал                 | Награда Тедди за најбољи играни филм | Џона Хил                 | Номинован |
| Награда критичара за избор критичара                   | Најбољи млади извођач                | Сани Суљић               | Номинован |
| Награда Централног удружења филмских критичара у Охају | Глумац године                        | Лукас Хеџс               | Номинован |
| Награда независног духа                                | Бест Едитинг                         | Ницк Хоуи                | Номинован |
| Награда НБР                                            | Десет независних филмова             | Десет независних филмова | Победио   |